# Thymaris negligere
Thymaris negligere är en stekelart som först beskrevs av Davis 1897.  Thymaris negligere ingår i släktet Thymaris och familjen brokparasitsteklar. Inga underarter finns listade i Catalogue of Life.